# Subprefecturen van Hokkaido
De prefectuur Hokkaido  wordt onderverdeeld in 14 subprefecturen (支庁,shichō) 

## Geschiedenis van deshichoin Hokkaidō
| 1897 | Negentien shicho worden onder de hoede gesteld van het “Hokkaido Agentschap” (een agentschap van de nationale overheid verantwoordelijk voor het bestuur van Hokkaido): Sapporo, Hakodate, Kameda, Matsumae, Hiyama, Suttsu, Iwanai, Otaru, Sorachi, Kamikawa, Mashike, Souya, Abashiri, Muroran, Urakawa, Kushiro, Kasai, Nemuro en Shana. |
| 1899 | Sapporo-ku, Hakodate-ku, and Otaru-ku worden opgericht als gemeenten die onafhankelijk zijn van de shicho. Sapporo-shicho en Otaru-shicho bleven verder bestaan maar Hakodate-shicho verdween. De Kameda-shicho werd hernoemd tot de Hokodate-shicho.                                                                                       |
| 1903 | Matsumae-shicho fusioneert met de Hakodate-shicho. Shana-shicho fusioneert met de Nemuro-shicho. |
| 1910 | Suttsu-shicho, Iwanai-shicho en Otaru-shicho worden samengevoegd tot Shiribeshi-shicho. |
| 1914 | Asahikawa-ku wordt een gemeente die onafhankelijk is van de Kamikawa-shicho. Mashike-shicho werd hernoemd tot Rumoi-shicho. |
| 1918 | Muroran-ku wordt een gemeente die onafhankelijk is van de Muroran-shicho. |
| 1920 | Kushiro-ku wordt een gemeente die onafhankelijk is van de Kushiro-shicho. |
| 1922 | De zes gemeenten ku worden opgewaardeerd tot shi (steden). Sapporo-shicho wordt hernoemd tot de Ishikari-shicho. Hakodate-shicho wordt hernoemd tot de Oshima-shicho. Muroran-shicho wordt hernoemd tot de Iburi-shicho. |
| 1932 | Urakawa-shicho wordt hernoemd tot de Hidaka-shicho. Kasai-shicho wordt hernoemd tot de Tokachi-shicho. |
| 1947 | Het “Hokkaido Agentschap” wordt afgeschaft en de prefectuur Hokkaidō wordt opgericht. De prefectuur Hokkaidō wordt verantwoordelijk voor de shicho. |

Momenteel zijn  er 14 shicho in Hokkaidō. Hoewel zij enkel verantwoordelijk zijn voor gemeenten en dorpen nemen zij toch soms zaken waar voor de steden.

## Lijst van subprefecturen

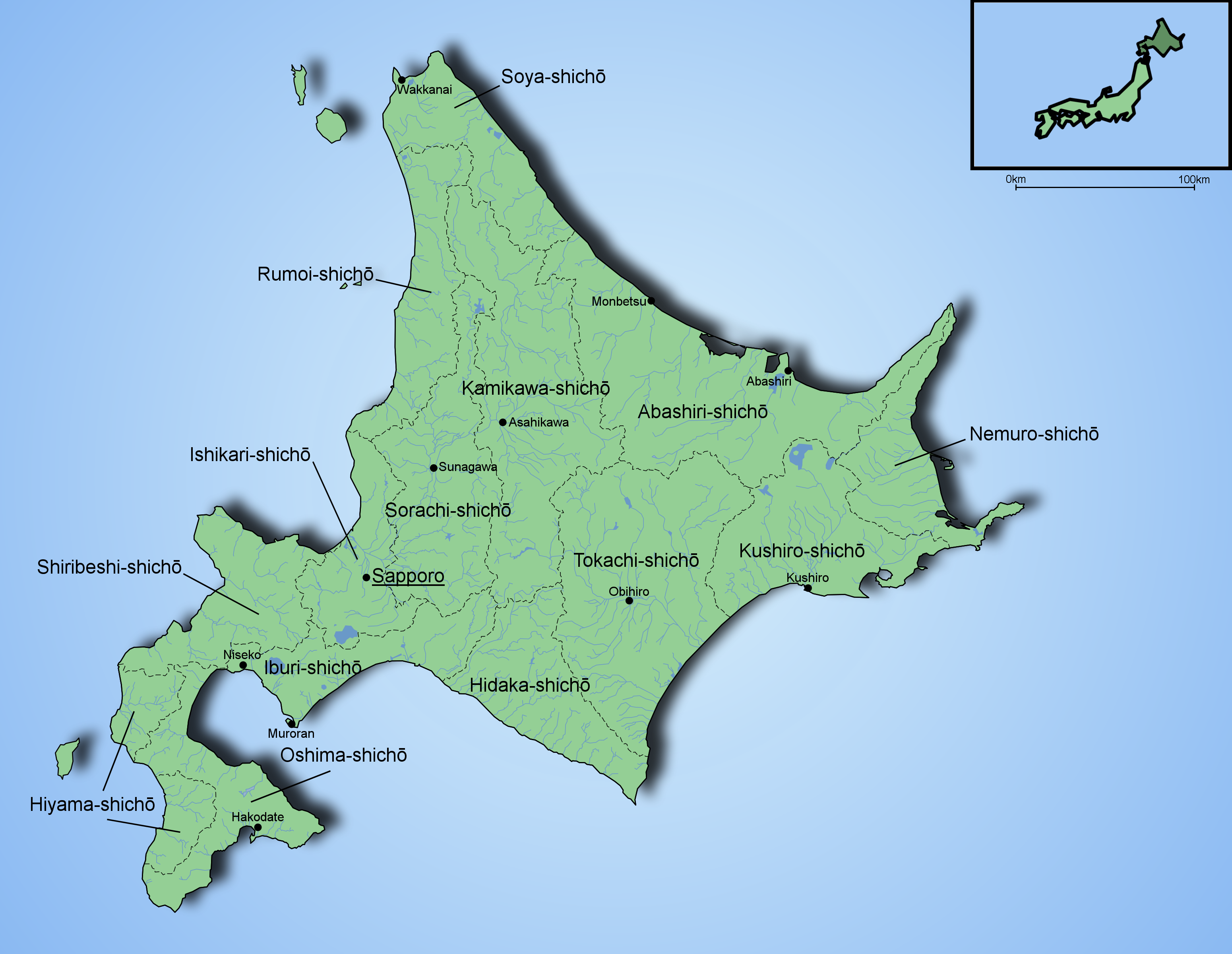
Situering van de subprefecturen in Hokkaido

- Okhotsk
- Hidaka
- Hiyama
- Iburi
- Ishikari
- Kamikawa
- Kushiro
- Nemuro
- Oshima
- Rumoi
- Shiribeshi
- Sorachi
- Soya
- Tokachi